# Evil Urges
Evil Urges es el quinto álbum de estudio de My Morning Jacket.  Fue lanzado por ATO Records el 10 de junio de 2008. La composición se hizo en Colorado, mientras que la grabación fue realizada en Manhattan. El cantante y el compositor Jim James dijeron que la banda quería desmarcarse de los sonidos normales del rock and roll y mejorar el sonido de la banda en directo. Muchas de las canciones del disco ya fueron interpretadas antes de su lanzamiento durante el festival South by Southweststival.
My Morning Jacket tocaron "I'm Amazed" y "Evil Urges" en el Saturday Night Live el 10 de mayo de 2008.  En el Bonnaroo Music Festival de junio de 2008, la banda hizo un maratón de cuatro horas tocando todas las canciones de sus anteriores discos, excepto "Look at You" and "Remnants".
El capítulo primero de la sexta temporada de la serie One Tree Hill se tituló "Touch Me I'm Going to Scream Pt. 1," y en él se escucharon "Highly Suspicious" y "Look at You."

## Listado de canciones
Todas las canciones fueron compuestas por Jim James excepto la primera.
1. "Evil Urges" - 5:14
2. "Touch Me I'm Going to Scream Pt. 1" - 3:51
3. "Highly Suspicious" - 3:07
4. "I'm Amazed" - 4:35
5. "Thank You Too!" - 4:29
6. "Sec Walkin'" - 3:37
7. "Two Halves" - 2:36
8. "Librarian" - 4:18
9. "Look at You" - 3:30
10. "Aluminum Park" - 3:58
11. "Remnants" - 3:04
12. "Smokin' from Shootin'" - 5:07
13. "Touch Me I'm Going to Scream Pt. 2" - 8:14
14. "Good Intentions" - 0:04

### Elogios
| Publication       | Country | Accolade                   | Year | Rank |
| ----------------- | ------- | -------------------------- | ---- | ---- |
| WXPN Philadelphia | US      | 50 Best Albums of the Year | 2008 | #4   |
| WERS Boston       | US      | 50 Best Albums of the Year | 2008 | #10  |
| Rolling Stone     | US      | 50 Best Albums of the Year | 2008 | #4   |
| Spin              | US      | 40 Best Albums of the Year | 2008 | #16  |
| Q                 | UK      | 50 Best Albums of the Year | 2008 | #4   |